# Halle (Westf.)
Halle (Westf.), Halle (Westfalen) – miasto w Niemczech, w kraju związkowym Nadrenia Północna-Westfalia, w rejencji Detmold, w powiecie Gütersloh. W Halle znajduje się wytwórnia słodyczy Storck oraz siedzibę ma duży producent odzieży Gerry Weber. Przedsiębiorstwo to jest sponsorem tytularnym stadionu. Corocznie rozgrywane są tu zawody tenisowe z cyklu ATP Gerry Weber Open.
W 2013 roku miejscowość liczyła 21 174 mieszkańców; w 2012 było ich 21 228.

## Współpraca
Miejscowości partnerskie:
- Kirkby-in-Ashfield, Wielka Brytania
- Ronchin, Francja
- Târnăveni, Rumunia
- Valmiera, Łotwa